# Don Juan y su bella dama
Don Juan y su bella dama é uma telenovela argentina produzida e exibida pela Telefe entre 17 de março de 2008 e 9 de março de 2009.

## Elenco
| Ator / Atriz        | Personagem                          |
| ------------------- | ----------------------------------- |
| Joaquín Furriel     | Juan Cané                           |
| Romina Gaetani      | Josefina Molina                     |
| Benjamín Vicuña     | Franco Ramírez Puente               |
| Isabel Macedo       | Graciela Monterrey/Serena Monterrey |
| Raúl Rizzo          | Rafael Cané                         |
| Perla Santalla      | Augusta Cané de Santillán           |
| Carlos Moreno       | Emilio Molina                       |
| Mónica Scaparone    | Eugenia Gutierréz                   |
| Silvia Baylé        | Alicia Correa de Molina             |
| Graciela Stéfani    | Yoli Correa                         |
| Silvina Acosta      | Connie Vidal                        |
| María Fernanda Neil | Maite                               |
| Alejo Ortíz         | César McKlean                       |
| Victoria Rauch      | Carmela Linares                     |
| Dana Basso          | Dorys Monterrey                     |
| Guido Massri        | Manuel Molina                       |
| Gabo Correa         | Asencio Tolosa                      |
| Michel Noher        | Peter Fernández                     |
| Catalina Artusi     | Micaela Muñoz                       |
| Diego Bugallo       | Tommy Ramírez                       |
| Jorge Rivera López  | Francisco Santillán                 |
| Melina Petriella    | Mora                                |
| Juan Greppi         | Felipe                              |
| Paula Morales       | Penélope Contreras                  |
| Horacio Roca        | Basilio                             |
| Malena Solda        | Luciana Octaviano                   |
| Fabián Mazzei       | Alex Molina                         |
| Gerardo Chendo      | Pascual                             |
| Luis Ziembrowski    | Gabriel Contreras                   |
| Rafael Ferro        | Ezequiel Jordán                     |
| Cristian Pasman     | Oliva                               |
| Bárbara Badia       | Danila                              |
| Ricardo Bauleo      | Renzo Capri                         |
| Luciano Brusco      | Valentín                            |

## Prêmios e indicações
| Ano  | Prêmio               | Categoria                    | Programa                 | Resultado |
| ---- | -------------------- | ---------------------------- | ------------------------ | --------- |
| 2008 | Prêmio Clarín        | Melhor novela                | Don Juan y su bella dama | Indicada  |
| 2008 | Prêmio Clarín        | Ator revelação               | Michel Noher             | Indicado  |
| 2008 | Prêmio Martín Fierro | Melhor novela                | Don Juan y su bella dama | Indicada  |
| 2008 | Prêmio Martín Fierro | Ator protagonista de novela  | Joaquín Furriel          | Indicado  |
| 2008 | Prêmio Martín Fierro | Atriz protagonista de novela | Isabel Macedo            | Indicada  |
| 2008 | Prêmio Martín Fierro | Atriz protagonista de novela | Romina Gaetani           | Indicada  |
| 2009 | Prêmio Martín Fierro | Melhoror Novela              | Don Juan y su bella dama | Indicada  |
| 2009 | Prêmio Martín Fierro | Ator protagonista de novela  | Joaquín Furriel          | Indicado  |
| 2009 | Prêmio Martín Fierro | Atriz protagonista de novela | Romina Gaetani           | Indicada  |
| 2009 | Prêmio Martín Fierro | Atriz protagonista de novela | Isabel Macedo            | Indicada  |